# 楽彦禎
楽 彦禎（がく げんてい、生年不詳 - 888年）は、唐代の軍人。魏博節度使。もとの名は行達。本貫は魏州。

## 経歴
澶州・博州・貝州の刺史を歴任した楽少寂の子として生まれた。若くして魏州の軍校となった。魏博節度使の韓簡に仕えて、馬歩軍都虞候となり、博州刺史に転じた。中和2年（882年）、韓簡が河陽を攻撃し、河陽節度使の諸葛爽を敗走させると、行達は功を挙げ、澶州刺史となった。中和3年（883年）、韓簡が再び河陽を討って敗れると、行達は一軍を率いて先に魏州に入り、魏州の人に留後に立てられた。ほどなく朝廷により検校工部尚書とされ、魏博節度留後をつとめた。まもなく戸部尚書を加えられ、魏博節度観察処置等使をつとめた。中和4年（884年）、検校尚書左僕射・同中書門下平章事を加えられ、彦禎の名を賜った。僖宗が成都から長安に帰ると、彦禎は開府儀同三司の位を加えられ、司徒に任じられた。
彦禎は儒学を好み、公乗億や李山甫らを幕下に招いた。嗣襄王李熅の乱にあたって、彦禎は李山甫を鎮州の王鎔のもとに送って幽州・邢州・滄州の諸藩鎮との同盟によって反乱軍に対処しようとした。また彦禎は驕慢で不法のことが多かった。民衆を動員して、羅城や河門の旧堤を改修したが、工事を急がせて1月あまりで終わらせたので、人々に恨まれた。光啓元年（885年）、彦禎は洺州刺史の馬爽を殺害した。
文徳元年（888年）2月、魏博軍が反乱を起こし、彦禎は節度使の地位を追われた。子の相州刺史の楽従訓が魏州を攻めたが、魏博軍は小校の羅弘信を留後に立てた。4月、彦禎は龍興寺で魏博軍に殺害された。

## 伝記資料
- 『旧唐書』巻181 列伝第131
- 『新唐書』巻210 列伝第135